# Battaglia del fiume Vorskla
La battaglia del fiume Vorskla è stata una grande battaglia della storia medievale dell'Europa orientale. Si combatté il 12 agosto 1399, tra i tatari, guidati da Edigu e Timur Kutlug, e gli eserciti di Toktamish e del granduca Vitoldo di Lituania. Questa battaglia finì con una decisiva vittoria dei tatari.

## Contesto
Alla fine degli anni 1380 i rapporti tra Toktamish, Khan dell'Orda d'Oro, e il suo precedente maestro, Timur, stavano diventando tesi. Nel 1395, dopo aver perso la guerra Toktamish-Timur, Toktamish fu deposto dalla fazione del Khan Timur Kutlug e dell'Emir Edigu, sostenuti da Timur. Toktamish scappò nel Granducato di Lituania e chiese a Vitoldo assistenza per riprendersi l'Orda in cambio della sovranità sui territori ruteni. Questo sviluppo andava d'accordo con le ambizioni di Vitoldo di governare sui territori ruteni. Uno iarlyk mostra che Toktamish aveva chiesto l'assistenza dei polacco-lituani già nel 1393.

## Spedizioni di Vitoldo
Vitoldo radunò un grande esercito che comprendeva lituani, ruteni, polacchi, moldavi e valacchi. Per assicurarsi il sostegno dei Cavalieri teutonici, Vitoldo firmò il trattato di Salynas, tramite il quale cedette la Samogizia ai Cavalieri. Il genero di Vitoldo, Basilio I di Russia, formalmente un vassallo dei tatari, non si unì alla coalizione. Le forze congiunte organizzarono tre spedizioni nei territori tatari, nel 1397, nel 1398, e nel 1399. La prima spedizione raggiunse il Mar Nero e la Crimea. Vitoldo prese molte migliaia di prigionieri senza troppa opposizione. La metà di questi prigionieri furono stabiliti vicino a Trakai e ricevettero privilegi per praticare la loro fede. Alcune comunità dei loro discendenti, tatari di Lipka e caraiti, sono sopravvissute fino ad oggi.
Nel 1398, l'esercito di Vitoldo si spostò dal fiume Dnepr e attaccò la Crimea settentrionale, muovendosi verso est fino al fiume Don. Al fine di rinforzare la sua posizione, Vitoldo costruì un castello sulla foce del Dnepr. Ispirato dai loro successi, Vitoldo dichiarò una «crociata contro i tatari» e nel maggio 1399 ricevette la benedizione dal papa Bonifacio IX. La benedizione papale per la crociata fu un'importante conquista politica per la Lituania, una nazione convertitasi al Cristianesimo solo nel 1387 e oggetto di una crociata durata cento anni. La campagna fu organizzata da Kiev. Nel 1399, L'esercito di Vitoldo attaccò un'altra volta l'Orda lungo il fiume Dnepr. Il 5 agosto, il suo esercito incontrò i tatari sul fiume Vorskla poco a nord di Poltava (quasi nello stesso punto della battaglia di Poltava del 1709).

## Battaglia
Quando i due eserciti si incontrarono, Timur Kutlug propose una tregua di tre giorni per permettere a entrambi gli schieramenti di preparare le loro forze. Fu uno stratagemma per guadagnare il tempo in attesa dell'arrivo dei rinforzi di Edigu. Vitoldo pianificò di costruire una grande fortezza di carri, per fermare i cavalieri in carica, e poi per distruggerli con i cannoni e l'artiglieria. L'esercito di Vitoldo era ben equipaggiato, ma in inferiorità numerica. Tuttavia, Timur Kutlug finse una ritirata (una collaudata tattica tatara) quindi Vitoldo lasciò la sua fortezza per inseguirlo. Non appena le forze lituane erano sufficientemente lontane dalla fortezza di carri, le unità di Edigu apparirono da dietro e circondarono l'esercito lituano. A questo punto Toktamish, ritenendo persa la battaglia, fuggì con i suoi uomini. I tatari quindi usarono la loro artiglieria per distruggere la cavalleria lituana mentre catturarono la fortezza di carri lituana.

## Esito
Vitoldo riuscì a scappare a malapena, ma molti principi della sua famiglia (compresi i suoi cugini Demetrio I Staršij e Andrej di Polack) e alleati (e ad esempio, Stefano I di Moldavia e due dei suoi fratelli) morirono in battaglia. Si stimava che circa 50 principi combatterono sotto gli stendardi di Vitoldo e ne morirono circa 20. I tatari vittoriosi assediarono Kiev, che pagò un riscatto. I tatari poi proseguirono a saccheggiare a ovest fino a Luc'k, all'inseguimento di Toktamish, che avrebbe trascorso i successivi sette o otto anni alla macchia e fu assassinato nel 1407 o nel 1408.
La sconfitta di Vitoldo al Vorskla di fatto bloccò l'espansione lituana verso la Rutenia meridionale. Il suo stato perse anche l'accesso al Mar Nero dato che i tatari riconquistarono le steppe meridionali fino ai confini della Moldavia; terre che furono rivendicate dall'Orda d'Oro fino a che il Khanato di Crimea si separò dal suo dominio circa quarantadue anni dopo. Jurij  di Smolensk, approfittando della sconfitta lituana, si ribellò e riprese il controllo su Smolensk, che rimase in mano russa fino al 1404. Anche Velikij Novgorod e Pskov si ribellarono contro il dominio lituano, portando Vitoldo a una guerra contro il Granducato di Mosca.
Vitoldo fu costretto ad abbandonare i suoi piani per rompere l'unione di Krewo e ad allearsi ancora una volta con il cugino e re di Polonia Jogaila. L'unione polacco-lituana fu affermata nell'unione di Vilnius e Radom. Vitoldo spostò i suoi piani di espansione a sud verso est (contro Mosca) e verso ovest (contro i Cavalieri teutonici). Si pensa che Vitoldo imparò la tattica della finta ritirata durante quella battaglia e la usò con successo nella battaglia di Grunwald (1410), un'importante sconfitta dei Cavalieri teutonici.